# MV Acita 03
El MV Acita 03 fue un transbordador que se hundió la noche del 18 de octubre de 2007 transportaba 174 pasajeros y tripulantes volcó accidentalmente durante su atraque en Bau-Bau, sureste de Sulawesi (Indonesia). 134 pasajeros y tripulantes sobrevivieron al desastre mientras que 30 pasajeros y 1 tripulante perdieron la vida. 9 personas fueron catalogadas como desaparecidas y presuntamente muertas.
El desastre se considera uno de los desastres marítimos más mortíferos en el sudeste de Sulawesi. También fue el segundo desastre marítimo más mortífero en Indonesia en 2007, después del desastre del MV Levina 1 frente a la costa de Yakarta, en el que murieron más de 50 personas.
La investigación realizada por el Comité Nacional de Seguridad del Transporte de Indonesia concluyó que la causa principal del accidente se debió a la carga inadecuada de los pasajeros y la tripulación. Durante el atraque en Bau-bau, un costado del transbordador estaba demasiado lleno de pasajeros que buscaban señales telefónicas, lo que provocó que volcara.